# Copa América 2019 (soupisky)
Soupisky na Copa América 2019, která se hrála v Brazílii.
| Zlato               | Stříbro         | Bronz                |
| ------------------- | --------------- | -------------------- |
| Brazílie • Soupiska | Peru • Soupiska | Argentina • Soupiska |

## Skupina A

### Brazílie
Hlavní trenér:  Tite
| Jméno             | Datum narození | Klub                             |
| Brankáři          | Brankáři       | Brankáři                         |
| ----------------- | -------------- | -------------------------------- |
| Alisson           | 2.10.1992      | Liverpool FC                     |
| Cássio            | 6.6.1987       | SC Corinthians Paulista          |
| Ederson           | 17.8.1993      | Manchester City FC               |
| Obránci           |                |                                  |
| Thiago Silva      | 22.9.1984      | Paris Saint-Germain FC           |
| João Miranda      | 7.9.1984       | FC Inter Milán                   |
| Marquinhos        | 14.5.1994      | Paris Saint-Germain FC           |
| Filipe Luís       | 9.8.1985       | Atlético Madrid                  |
| Alex Sandro       | 26.1.1991      | Juventus FC                      |
| Dani Alves -      | 6.5.1983       | Paris Saint-Germain FC           |
| Éder Militão      | 18.1.1998      | FC Porto                         |
| Fagner            | 11.6.1989      | SC Corinthians Paulista          |
| Záložníci         |                |                                  |
| Casemiro          | 23.2.1992      | Real Madrid                      |
| Arthur Melo       | 12.8.1996      | FC Barcelona                     |
| Willian           | 9.8.1988       | Chelsea FC                       |
| Philippe Coutinho | 12.6.1992      | FC Barcelona                     |
| Allan             | 8.1.1991       | SSC Neapol                       |
| Fernandinho       | 4.5.1985       | Manchester City FC               |
| Lucas Paquetá     | 27.8.1997      | AC Milán                         |
| Útočníci          |                |                                  |
| David Neres       | 3.3.1997       | AFC Ajax                         |
| Gabriel Jesus     | 3.4.1997       | Manchester City FC               |
| Everton           | 22.3.1996      | Grêmio Foot-Ball Porto Alegrense |
| Roberto Firmino   | 2.10.1991      | Liverpool FC                     |
| Richarlison       | 10.5.1997      | Everton FC                       |

### Bolívie
Hlavní trenér:  Eduardo Villegas
| Jméno               | Datum narození | Klub                     |
| Brankáři            | Brankáři       | Brankáři                 |
| ------------------- | -------------- | ------------------------ |
| Carlos Lampe        | 17.3.1987      | CD San José              |
| Rubén Cordano       | 16.10.1998     | Club Blooming            |
| Javier Rojas        | 14.1.1996      | Nacional Potosí          |
| Obránci             |                |                          |
| Saúl Torres         | 22.3.1990      | Nacional Potosí          |
| Luis Haquin         | 15.11.1997     | Club Puebla              |
| Mario Cuéllar       | 5.5.1989       | CD Oriente Petrolero     |
| Diego Bejarano      | 24.8.1991      | Club Bolívar             |
| José María Carrasco | 16.8.1997      | Club Blooming            |
| Marvin Bejarano -   | 6.3.1988       | Club The Strongest       |
| Roberto Fernández   | 12.7.1999      | Club Blooming            |
| Adrián Jusino       | 9.7.1992       | Club Bolívar             |
| Záložníci           |                |                          |
| Alejandro Chumacero | 22.4.1991      | Club Puebla              |
| Erwin Saavedra      | 22.2.1996      | Club Bolívar             |
| Leonel Justiniano   | 2.7.1992       | Club Bolívar             |
| Samuel Galindo      | 18.4.1992      | Club Always Ready        |
| Raúl Castro         | 19.8.1989      | Club The Strongest       |
| Paul Arano          | 23.2.1995      | Club Blooming            |
| Diego Wayar         | 15.10.1993     | Club The Strongest       |
| Ramiro Vaca         | 1.7.1999       | Club The Strongest       |
| Fernando Saucedo    | 15.3.1990      | CD Jorge Wilstermann     |
| Útočníci            |                |                          |
| Marcelo Moreno      | 18.6.1987      | Kang-čou Mighty Lions FC |
| Leonardo Vaca       | 24.11.1995     | Club Blooming            |
| Gilbert Álvarez     | 7.4.1992       | CD Jorge Wilstermann     |

### Venezuela
Hlavní trenér:  Rafael Dudamel
| Jméno                 | Datum narození | Klub                        |
| Brankáři              | Brankáři       | Brankáři                    |
| --------------------- | -------------- | --------------------------- |
| Wuilker Faríñez       | 15.2.1998      | Millonarios FC              |
| Joel Graterol         | 13.2.1997      | Zamora FC                   |
| Rafael Romo           | 25.2.1990      | APOEL FC                    |
| Obránci               |                |                             |
| Mikel Villanueva      | 14.4.1993      | Club Gimnàstic de Tarragona |
| Yordan Osorio         | 10.5.1994      | Vitória SC                  |
| Jhon Chancellor       | 2.1.1992       | Al-Ahli SC                  |
| Luis Mago             | 15.9.1994      | CD Palestino                |
| Roberto Rosales       | 20.11.1988     | RCD Espanyol                |
| Ronald Hernández      | 21.9.1997      | Stabæk Fotball              |
| Rolf Feltscher        | 6.10.1990      | Los Angeles Galaxy          |
| Záložníci             |                |                             |
| Júnior Moreno         | 20.7.1993      | D.C. United                 |
| Yangel Herrera        | 7.1.1998       | SD Huesca                   |
| Darwin Machís         | 7.2.1993       | Cádiz CF                    |
| Tomás Rincón -        | 13.1.1988      | Turín FC                    |
| Jefferson Savarino    | 11.11.1996     | Real Salt Lake              |
| Juanpi                | 24.1.1994      | SD Huesca                   |
| Luis Manuel Seijas    | 23.6.1986      | Independiente Santa Fe      |
| Jhon Murillo          | 21.11.1995     | CD Tondela                  |
| Yeferson Soteldo      | 30.6.1997      | Santos FC                   |
| Arquímedes Figuera    | 6.10.1989      | Deportivo La Guaira         |
| Útočníci              |                |                             |
| Fernando Aristeguieta | 9.4.1992       | América de Cali             |
| Josef Martínez        | 19.5.1993      | Atlanta United FC           |
| José Salomón Rondón   | 16.9.1989      | Newcastle United FC         |

### Peru
Hlavní trenér:  Ricardo Gareca
| Jméno               | Datum narození | Klub                           |
| Brankáři            | Brankáři       | Brankáři                       |
| ------------------- | -------------- | ------------------------------ |
| Pedro Gallese       | 23.2.1990      | Alianza Lima                   |
| Carlos Cáceda       | 27.9.1991      | FBC Melgar                     |
| Patricio Álvarez    | 24.1.1994      | Club Sporting Cristal          |
| Obránci             |                |                                |
| Luis Abram          | 27.2.1996      | CA Vélez Sarsfield             |
| Aldo Corzo          | 20.5.1989      | Club Universitario de Deportes |
| Anderson Santamaría | 10.1.1992      | Atlas FC                       |
| Miguel Araujo       | 24.10.1994     | Club Atlético Talleres         |
| Miguel Trauco       | 25.8.1992      | CR Flamengo                    |
| Carlos Zambrano     | 10.7.1989      | FC Basilej                     |
| Luis Advíncula      | 2.3.1990       | Rayo Vallecano                 |
| Alexander Callens   | 4.5.1992       | New York City FC               |
| Záložníci           |                |                                |
| Josepmir Ballón     | 21.3.1988      | CD Universidad de Concepción   |
| Christian Cueva     | 23.11.1991     | Santos FC                      |
| Renato Tapia        | 28.7.1995      | Willem II Tilburg              |
| Jesús Pretell       | 26.3.1999      | Club Sporting Cristal          |
| Yoshimar Yotún      | 7.4.1990       | Cruz Azul                      |
| Edison Flores       | 15.5.1994      | CA Morelia                     |
| Christofer Gonzáles | 12.10.1992     | Club Sporting Cristal          |
| Útočníci            |                |                                |
| Paolo Guerrero -    | 1.1.1984       | Sport Club Internacional       |
| Jefferson Farfán    | 26.10.1984     | FK Lokomotiv Moskva            |
| Raúl Ruidíaz        | 25.7.1990      | Seattle Sounders FC            |
| Andy Polo           | 29.9.1994      | Portland Timbers               |
| André Carrillo      | 14.6.1991      | Al Hilal FC                    |

## Skupina B

### Argentina
Hlavní trenér:  Lionel Scaloni
| Jméno              | Datum narození | Klub                   |
| Brankáři           | Brankáři       | Brankáři               |
| ------------------ | -------------- | ---------------------- |
| Franco Armani      | 16.10.1986     | CA River Plate         |
| Agustín Marchesín  | 16.3.1988      | Club América           |
| Juan Musso         | 6.5.1994       | Udinese Calcio         |
| Obránci            |                |                        |
| Juan Foyth         | 12.1.1998      | Tottenham Hotspur FC   |
| Nicolás Tagliafico | 31.8.1992      | AFC Ajax               |
| Renzo Saravia      | 16.6.1993      | Racing Club            |
| Germán Pezzella    | 27.6.1991      | ACF Fiorentina         |
| Ramiro Funes Mori  | 5.3.1991       | Villarreal CF          |
| Milton Casco       | 11.4.1988      | CA River Plate         |
| Nicolás Otamendi   | 12.2.1988      | Manchester City FC     |
| Záložníci          |                |                        |
| Leandro Paredes    | 29.6.1994      | Paris Saint-Germain FC |
| Roberto Pereyra    | 7.1.1991       | Watford FC             |
| Marcos Acuña       | 28.10.1991     | Sporting CP            |
| Ángel Di María     | 14.2.1988      | Paris Saint-Germain FC |
| Guido Pizarro      | 26.2.1990      | Tigres UANL            |
| Rodrigo De Paul    | 24.5.1994      | Udinese Calcio         |
| Guido Rodríguez    | 12.4.1994      | Club América           |
| Giovani Lo Celso   | 9.4.1996       | Real Betis             |
| Útočníci           |                |                        |
| Sergio Agüero      | 2.6.1988       | Manchester City FC     |
| Lionel Messi -     | 24.6.1987      | FC Barcelona           |
| Matías Suárez      | 9.5.1988       | CA River Plate         |
| Paulo Dybala       | 15.11.1993     | Juventus FC            |
| Lautaro Martínez   | 22.8.1997      | FC Inter Milán         |

### Kolumbie
Hlavní trenér:  Carlos Queiroz
| Jméno                   | Datum narození | Klub                     |
| Brankáři                | Brankáři       | Brankáři                 |
| ----------------------- | -------------- | ------------------------ |
| David Ospina            | 31.8.1988      | SSC Neapol               |
| Camilo Vargas           | 9.3.1989       | Deportivo Cali           |
| Álvaro Montero          | 29.3.1995      | Deportes Tolima          |
| Obránci                 |                |                          |
| Cristián Zapata         | 30.9.1986      | AC Milán                 |
| Stefan Medina           | 14.6.1992      | CF Monterrey             |
| Santiago Arias          | 13.1.1992      | Atlético Madrid          |
| William Tesillo         | 2.2.1990       | Club León                |
| Yerry Mina              | 23.9.1994      | Everton FC               |
| Cristian Borja          | 18.2.1993      | Sporting CP              |
| Jhon Lucumí             | 26.6.1998      | KRC Genk                 |
| Davinson Sánchez        | 12.6.1996      | Tottenham Hotspur FC     |
| Záložníci               |                |                          |
| Wilmar Barrios          | 16.10.1993     | FK Zenit Sankt-Petěrburg |
| Edwin Cardona           | 8.12.1992      | CF Pachuca               |
| James Rodríguez         | 12.7.1991      | FC Bayern Mnichov        |
| Juan Guillermo Cuadrado | 26.5.1988      | Juventus FC              |
| Mateus Uribe            | 21.3.1991      | Club América             |
| Jefferson Lerma         | 25.10.1994     | AFC Bournemouth          |
| Gustavo Cuéllar         | 14.10.1992     | CR Flamengo              |
| Útočníci                |                |                          |
| Duván Zapata            | 1.4.1991       | Atalanta BC              |
| Radamel Falcao -        | 10.2.1986      | AS Monaco FC             |
| Luis Díaz               | 13.1.1997      | Atlético Junior          |
| Luis Muriel             | 16.4.1991      | ACF Fiorentina           |
| Roger Martínez          | 23.6.1994      | Club América             |

### Paraguay
Hlavní trenér:  Eduardo Berizzo
| Jméno               | Datum narození | Klub                          |
| Brankáři            | Brankáři       | Brankáři                      |
| ------------------- | -------------- | ----------------------------- |
| Antony Silva        | 27.2.1984      | CA Huracán                    |
| Gatito Fernández    | 29.3.1988      | Botafogo FR                   |
| Alfredo Aguilar     | 18.7.1988      | Club Olimpia                  |
| Obránci             |                |                               |
| Iván Piris          | 10.3.1989      | Club Libertad                 |
| Juan Escobar        | 3.7.1995       | Cerro Porteño                 |
| Fabián Balbuena     | 23.8.1991      | West Ham United FC            |
| Bruno Valdez        | 6.10.1992      | Club América                  |
| Júnior Alonso       | 9.2.1993       | CA Boca Juniors               |
| Iván Torres         | 27.2.1991      | Club Olimpia                  |
| Gustavo Gómez -     | 6.5.1993       | Sociedade Esportiva Palmeiras |
| Santiago Arzamendia | 5.5.1998       | Cerro Porteño                 |
| Záložníci           |                |                               |
| Richard Sánchez     | 29.3.1996      | Club Olimpia                  |
| Rodrigo Rojas       | 9.4.1988       | Club Olimpia                  |
| Celso Ortiz         | 26.1.1989      | CF Monterrey                  |
| Hernán Pérez        | 25.2.1989      | RCD Espanyol                  |
| Matías Rojas        | 3.11.1995      | Defensa y Justicia            |
| Miguel Almirón      | 10.2.1994      | Newcastle United FC           |
| Útočníci            |                |                               |
| Óscar Cardozo       | 20.5.1983      | Club Libertad                 |
| Federico Santander  | 4.6.1991       | Bologna FC 1909               |
| Derlis González     | 20.3.1994      | Santos FC                     |
| Juan Iturbe         | 4.6.1993       | Club Universidad Nacional     |
| Cecilio Domínguez   | 11.8.1994      | CA Independiente              |
| Óscar Romero        | 4.7.1992       | Šanghaj Šen-chua              |

### Katar
Hlavní trenér:  Félix Sánchez
| Jméno               | Datum narození | Klub          |
| Brankáři            | Brankáři       | Brankáři      |
| ------------------- | -------------- | ------------- |
| Sád Šíb             | 19.2.1990      | Al-Sadd SC    |
| Júsef Hasán         | 24.5.1996      | Al-Gharafa SC |
| Muhammad Bakrí      | 28.3.1997      | Al-Khor SC    |
| Obránci             |                |               |
| Ró-Ró               | 6.8.1990       | Al-Sadd SC    |
| Abdelkarim Hasán    | 28.8.1993      | Al-Sadd SC    |
| Almahdí Alí Muchtár | 2.3.1992       | Al-Gharafa SC |
| Tarek Salmán        | 5.12.1997      | Al-Sadd SC    |
| Hamíd Ismail        | 16.6.1986      | Al-Sadd SC    |
| Tamím Muhazá        | 21.7.1996      | Al-Gharafa SC |
| Bašám Rawí          | 16.12.1997     | Al-Duhail SC  |
| Assím Madibo        | 22.10.1996     | Al-Duhail SC  |
| Záložníci           |                |               |
| Abdulazíz Hatem     | 28.10.1990     | Al-Gharafa SC |
| Abduláh Ahrák       | 10.5.1997      | Al-Duhail SC  |
| Karim Búdiaf        | 16.9.1990      | Al-Duhail SC  |
| Sálim Hajrí         | 10.4.1996      | Al-Sadd SC    |
| Búlem Chúchí        | 9.7.1990       | Al-Sadd SC    |
| Ahmed Mojín         | 20.10.1995     | Qatar SC      |
| Ahmed Fatehí        | 25.1.1993      | Al-Arabi SC   |
| Alí Afíf            | 20.1.1988      | Al-Duhail SC  |
| Útočníci            |                |               |
| Ahmed Aláeldin      | 31.1.1993      | Al-Gharafa SC |
| Hasán Hajdoš -      | 11.12.1990     | Al-Sadd SC    |
| Akrám Afíf          | 18.11.1996     | Al-Sadd SC    |
| Almoéz Alí          | 19.8.1996      | Al-Duhail SC  |

## Skupina C

### Uruguay
Hlavní trenér:  Óscar Tabárez
| Jméno                  | Datum narození | Klub                   |
| Brankáři               | Brankáři       | Brankáři               |
| ---------------------- | -------------- | ---------------------- |
| Fernando Muslera       | 16.6.1986      | Galatasaray SK         |
| Martín Campaña         | 29.5.1989      | CA Independiente       |
| Martín Silva           | 25.3.1983      | Club Libertad          |
| Obránci                |                |                        |
| José María Giménez     | 20.1.1995      | Atlético Madrid        |
| Diego Godín -          | 16.2.1986      | Atlético Madrid        |
| Giovanni González      | 20.9.1994      | CA Peñarol             |
| Marcelo Saracchi       | 23.4.1998      | RB Leipzig             |
| Diego Laxalt           | 7.2.1993       | AC Milán               |
| Sebastián Coates       | 7.10.1990      | Sporting CP            |
| Martín Cáceres         | 7.4.1987       | Juventus FC            |
| Záložníci              |                |                        |
| Matías Vecino          | 24.8.1991      | FC Inter Milán         |
| Rodrigo Bentancur      | 25.6.1997      | Juventus FC            |
| Nicolás Lodeiro        | 21.3.1989      | Seattle Sounders FC    |
| Nahitan Nández         | 28.12.1995     | CA Boca Juniors        |
| Giorgian de Arrascaeta | 1.6.1994       | CR Flamengo            |
| Lucas Torreira         | 11.2.1996      | Arsenal FC             |
| Federico Valverde      | 22.7.1998      | Real Madrid            |
| Gastón Pereiro         | 11.6.1995      | PSV Eindhoven          |
| Útočníci               |                |                        |
| Luis Suárez            | 24.1.1987      | FC Barcelona           |
| Cristhian Stuani       | 12.10.1986     | Girona FC              |
| Maxi Gómez             | 14.8.1996      | Celta de Vigo          |
| Jonathan Rodríguez     | 6.7.1993       | Cruz Azul              |
| Edinson Cavani         | 14.2.1987      | Paris Saint-Germain FC |

### Ekvádor
Hlavní trenér:  Hernán Darío Gómez
| Jméno                 | Datum narození | Klub                 |
| Brankáři              | Brankáři       | Brankáři             |
| --------------------- | -------------- | -------------------- |
| Máximo Banguera       | 16.12.1985     | Barcelona SC         |
| Pedro Ortíz           | 19.2.1990      | Delfín SC            |
| Alexander Domínguez   | 5.6.1987       | CA Vélez Sarsfield   |
| Obránci               |                |                      |
| Arturo Mina           | 8.10.1990      | Yeni Malatyaspor     |
| Robert Arboleda       | 22.10.1991     | São Paulo FC         |
| Pedro Velasco         | 26.9.1993      | Barcelona SC         |
| Cristian Ramírez      | 12.8.1994      | FK Krasnodar         |
| Xavier Arreaga        | 28.9.1994      | Seattle Sounders FC  |
| José Quintero         | 20.6.1990      | LDU Quito            |
| Beder Caicedo         | 13.5.1992      | Barcelona SC         |
| Gabriel Achilier -    | 24.3.1985      | CA Morelia           |
| Záložníci             |                |                      |
| Renato Ibarra         | 20.1.1991      | Club América         |
| Romario Ibarra        | 24.9.1994      | Minnesota United FC  |
| Carlos Gruezo         | 19.4.1995      | FC Dallas            |
| Ayrton Preciado       | 17.7.1994      | Santos Laguna        |
| Jefferson Intriago    | 4.6.1996       | LDU Quito            |
| Luis Antonio Valencia | 4.8.1985       | Manchester United FC |
| Jefferson Orejuela    | 14.2.1993      | LDU Quito            |
| Andrés Chicaiza       | 3.4.1992       | LDU Quito            |
| Sebas Méndez          | 26.4.1997      | Orlando City SC      |
| Útočníci              |                |                      |
| Carlos Garcés         | 1.3.1990       | Delfín SC            |
| Ángel Mena            | 21.1.1988      | Club León            |
| Enner Valencia        | 4.11.1989      | Tigres UANL          |

### Japonsko
Hlavní trenér:  Hadžime Morijasu
| Jméno             | Datum narození | Klub                       |
| Brankáři          | Brankáři       | Brankáři                   |
| ----------------- | -------------- | -------------------------- |
| Eidži Kawašima    | 20.3.1983      | RC Strasbourg Alsace       |
| Rjósuke Kodžima   | 30.1.1997      | Óita Trinita               |
| Keisuke Osako     | 28.7.1999      | Sanfrecce Hirošima         |
| Obránci           |                |                            |
| Daiki Sugioka     | 8.9.1998       | Šónan Bellmare             |
| Ko Itakura        | 27.1.1997      | FC Groningen               |
| Naomiči Ueda      | 24.10.1994     | Cercle Brugge KSV          |
| Teruki Hara       | 30.7.1998      | Sagan Tosu                 |
| Daiki Suga        | 10.9.1998      | Hokkaidó Consadole Sapporo |
| Takehiro Tomijasu | 5.11.1998      | K. Sint-Truidense VV       |
| Tomoki Iwata      | 7.4.1997       | Óita Trinita               |
| Jugo Tacuta       | 21.6.1998      | Šimizu S-Pulse             |
| Záložníci         |                |                            |
| Juta Nakajama     | 16.2.1997      | PEC Zwolle                 |
| Kota Watanabe     | 18.10.1998     | Tokio Verdy                |
| Gaku Šibasaki -   | 28.5.1992      | Getafe CF                  |
| Tacuja Itó        | 26.6.1997      | Hamburger SV               |
| Šója Nakadžima    | 23.8.1994      | Al-Duhail SC               |
| Kódži Mijoši      | 26.3.1997      | Jokohama F. Marinos        |
| Taiši Macumoto    | 22.8.1998      | Sanfrecce Hirošima         |
| Hiroki Abe        | 28.1.1999      | Kašima Antlers             |
| Takefusa Kubo     | 4.6.2001       | FC Tokio                   |
| Útočníci          |                |                            |
| Daizen Maeda      | 20.10.1997     | Macumoto Jamaga FC         |
| Ajase Ueda        | 28.8.1998      | Hosei University           |
| Šindži Okazaki    | 16.4.1986      | Leicester City FC          |

### Chile
Hlavní trenér:  Reinaldo Rueda
| Jméno                 | Datum narození | Klub                      |
| Brankáři              | Brankáři       | Brankáři                  |
| --------------------- | -------------- | ------------------------- |
| Gabriel Arias         | 13.9.1987      | Racing Club               |
| Brayan Cortés         | 11.3.1995      | Colo-Colo                 |
| Yerko Urra            | 9.7.1996       | CD Huachipato             |
| Obránci               |                |                           |
| Igor Lichnovsky       | 7.3.1994       | Cruz Azul                 |
| Guillermo Maripán     | 6.5.1994       | Deportivo Alavés          |
| Mauricio Isla         | 12.6.1988      | Fenerbahçe SK             |
| Paulo Díaz            | 25.8.1994      | Al Ahli                   |
| Jean Beausejour       | 1.6.1984       | Club Universidad de Chile |
| Gary Medel -          | 3.8.1987       | Beşiktaş JK               |
| Gonzalo Jara          | 29.8.1985      | Estuadiantes de La Plata  |
| Óscar Opazo           | 18.10.1990     | Colo-Colo                 |
| Záložníci             |                |                           |
| José Pedro Fuenzalida | 22.2.1985      | CD Universidad Católica   |
| Arturo Vidal          | 22.5.1987      | FC Barcelona              |
| Diego Valdés          | 30.1.1994      | Santos Laguna             |
| Erick Pulgar          | 15.1.1994      | Bologna FC 1909           |
| Esteban Pavez         | 1.5.1990       | Colo-Colo                 |
| Pablo Hernández       | 24.10.1986     | CA Independiente          |
| Charles Aránguiz      | 17.4.1989      | Bayer 04 Leverkusen       |
| Útočníci              |                |                           |
| Alexis Sánchez        | 19.12.1988     | Manchester United FC      |
| Nicolás Castillo      | 14.2.1993      | Club América              |
| Eduardo Vargas        | 20.11.1989     | Tigres UANL               |
| Junior Fernandes      | 10.4.1988      | Alanyaspor                |
| Ángelo Sagal          | 18.4.1993      | CF Pachuca                |